# 人民广场街道 (大连市)
人民广场街道，是中华人民共和国辽宁省大連市西岗区下辖的一个乡镇级行政单位。

## 行政区划
人民广场街道下辖以下地区：
新康社区、石葵社区、桥东社区、胜利社区、新华社区、五四社区、北京街社区、九三社区、北岗社区、庆贺社区、黄河社区、长江社区和长春社区。